# 鄭然科
鄭 然科（チョン・ヨングァ、朝鮮語: 정연과）は、朝鮮民主主義人民共和国の政治家。食料日用工業相、朝鮮労働党中央委員会経済政策検閲部副部長などを歴任した。

## 経歴
出生地や生年月日は不明。詳細な時期は不明であるが朝鮮労働党中央委員会経済政策検閲部副部長に任命され、2004年7月に朝鮮労働党労働者代表団を率いて中国を訪問。聞世震遼寧省書記・曾維同省専任副書記と会談した。2009年7月22日に最高人民会議常任委員会が決定した政令により食料日用工業省が設置されると、9月23日に食料日用品工業相に任命されていたことが判明した。
2010年6月7日に開催された最高人民会議第12期第3回会議で食料日用品工業相を解任された。

## 参考サイト
- 북한정보포털

| 先代新設 | 食料日用工業相2009年 - 2010年 | 次代趙永哲 |